# Здравко Марич
Здра́вко Ма́рич (хорв. Zdravko Marić; нар. 3 лютого 1977, Славонський Брод) — хорватський економіст, урядовець. Із 22 січня 2016 міністр фінансів Хорватії в уряді Тихомира Орешковича, а з 19 жовтня 2016 у першому і з 23 липня 2020 до 15 липня 2022 — у другому уряді Андрея Пленковича.

## Життєпис
Випускник економічного факультету Загребського університету 2000 року. У 2007 році закінчив навчання за програмою управління державними фінансами в Школі державного управління ім. Джона Ф. Кеннеді при Гарвардському університеті. 2008 року здобув докторський ступінь з економіки у своїй альма-матер.. Його дисертація називалася «Вплив прямих іноземних інвестицій на продуктивність хорватських компаній».
У 2001 році влаштувався на роботу асистентом у столичному Інституті економіки. 2006 року перейшов на роботу в Міністерство фінансів, де став радником міністра Івана Шукера. У 2008 році дістав підвищення по службі, будучи призначеним державним секретарем міністерства, у віданні якого, зокрема, був бюджет. Брав активну участь у роботі команди, яка вела переговори про умови членства Хорватії в Євросоюзі, керуючи групою, що відповідала за розділ, присвячений бюджетові та фінансовим положенням. Після зміни влади, внаслідок чого міністерство фінансів очолив соціал-демократ Славко Лінич, Марич не прийняв пропозиції залишитися на займаній посаді. У 2012 році він пішов з уряду і вступив на роботу в торговельну компанію «Агрокор» на посаду виконавчого директора з питань стратегії і капіталу.
У січні 2016 року за рекомендацією Хорватського демократичного союзу обійняв посаду міністра фінансів в уряді Тихомира Орешковича.
Одружений, батько двох дітей. Окрім хорватської, також вільно говорить англійською та італійською мовами.